# 하시모토 겐토 (1999년)
하시모토 겐토(일본어: 橋本 健人, 1999년 12월 8일~)는 일본의 축구 선수이다.

## 구단 경력
그는 2020년 J2리그의 레노파 야마구치 FC에 입단했다. 2022년까지 53경기에 출전하여, 3득점을 넣었다. 2023년 J1리그의 요코하마 FC로 이적했다. 2024년 J2리그의 도쿠시마 보르티스로 이적했다. 2024년 7월 J1리그의 알비렉스 니가타로 이적했다.